# 加古川市立平岡東小学校
加古川市立平岡東小学校（かこがわしりつ ひらおかひがししょうがっこう）は、兵庫県加古川市平岡町土山に所在する公立小学校。

## 沿革
- 1976年（昭和51年）4月1日 - 加古川市立平岡小学校から分離して、同校内に開校。
- 1976年（昭和51年）8月 - 新校舎が完成し、現在地に移転。

## 通学区域
1. 平岡町高畑（529-4、529-21～529-25、638、639、640、641、643、644）、平岡町土山
2. 平岡町山之上（684）

1．の区域は加古川市立平岡中学校、2．の区域は加古川市立平岡南中学校の校区となる。

## 通学区域が隣接している学校
- 加古川市立平岡小学校
- 加古川市立平岡北小学校
- 稲美町立天満南小学校
- 明石市立清水小学校
- 播磨町立蓮池小学校

## 著名な卒業生
- 内藤航世 - プロ野球選手